# Gagrellula orissa
Gagrellula orissa is een hooiwagen uit de familie Sclerosomatidae.